# Balkanzug

Routen des Balkanzugs und seiner Zugteile von 1916 bis 1918

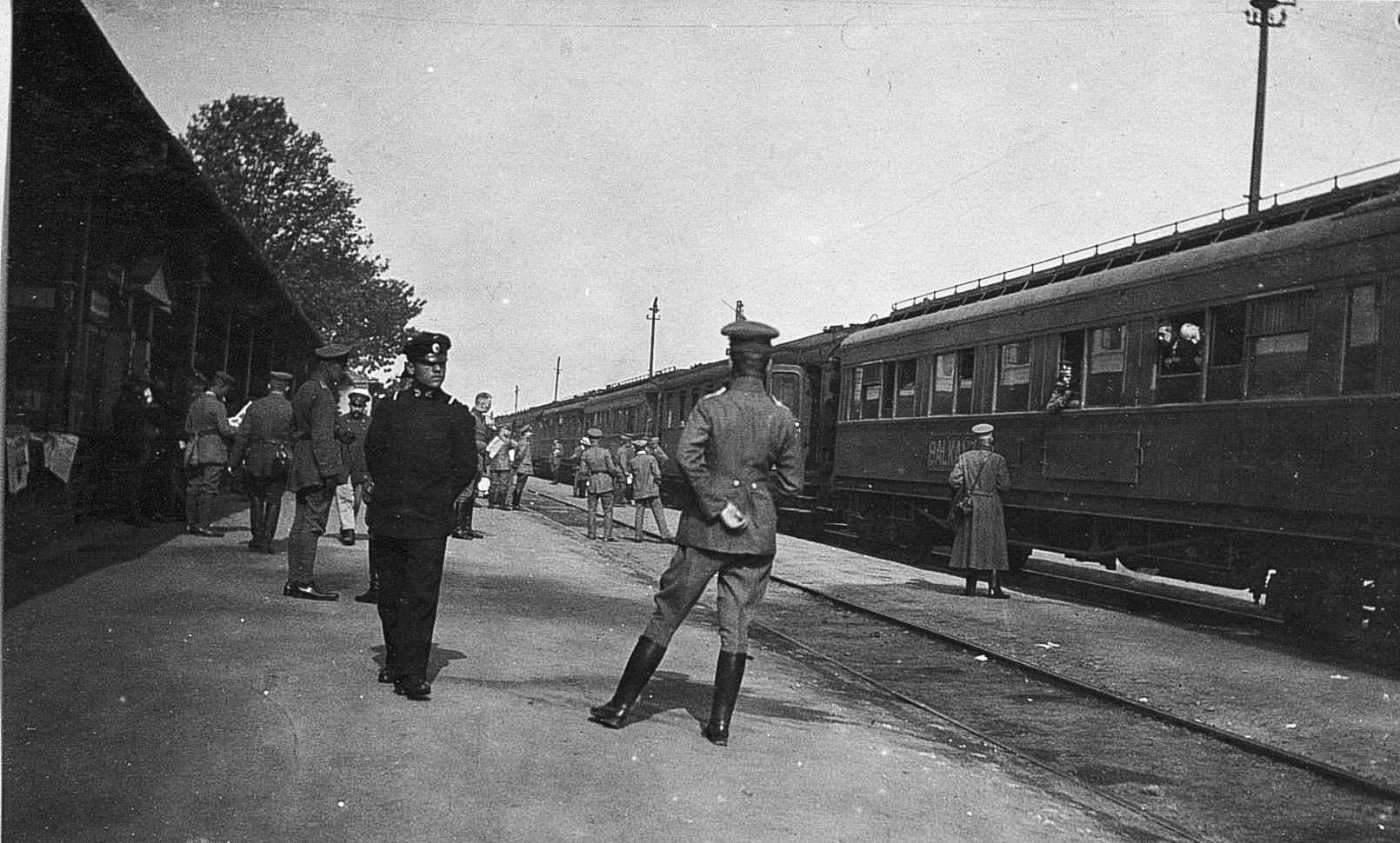
Balkanzug am Bahnhof Niš im letzten Kriegsjahr 1918

Der Balkanzug war ein Schnellzug von Berlin nach Istanbul, der von der Mitropa während des Ersten Weltkriegs betrieben wurde. Als Ersatz für den seit Kriegsbeginn eingestellten Orient-Express übernahm er dessen Funktion im hochwertigen Reiseverkehr zwischen Mitteleuropa und der Balkanhalbinsel. Zugleich sollte er die Mittelmächte enger miteinander verbinden. Mit Ende des Krieges wurde der seit Januar 1916 verkehrende Zug wieder eingestellt.

## Vorgeschichte
Nachdem im europäischen Eisenbahnverkehr etwa seit 1870 vermehrt Schlafwagen und Speisewagen eingesetzt worden waren, hatte sich die 1874 gegründete Compagnie Internationale des Wagons-Lits (CIWL) (auf Deutsch: Internationale Schlafwagengesellschaft, ISG) in der Folgezeit in vielen europäischen Staaten vertraglich den Betrieb dieser Wagen als Monopol gesichert. Die CIWL übernahm auch den Betrieb der meisten Luxuszüge auf europäischen Schienen. Zwar hatte die CIWL ihren Sitz in Brüssel, mehrheitlich war sie jedoch in französischem Besitz, auch ein Teil der Verwaltung befand sich in Paris. Bereits vor dem Krieg hatte dies in Anbetracht der Rivalität und der „Erbfeindschaft“ zwischen dem Deutschen Reich und Frankreich vor allem in Preußen Unbehagen hervorgerufen, und die Preußischen Staatseisenbahnen (KPEV) hatten der CIWL ihre Binnenkurse so weit es ging verweigert. Nach Ausbruch des Ersten Weltkriegs setzte sich die deutsche Reichsregierung daher nachdrücklich das Ziel, die CIWL aus dem Verkehr im deutschen Einflussbereich zu verdrängen. Paul von Breitenbach, der Chef des Reichseisenbahnamtes und preußische Minister der öffentlichen Arbeiten führte dazu in einer Denkschrift an Reichskanzler Theobald von Bethmann Hollweg aus:

„Ich glaube, mich in Übereinstimmung mit den Zielen der Reichspolitik zu befinden, wenn ich mir nach Ausbruch des Weltkrieges die Aufgabe setzte, den Einfluss der ISG soweit zu brechen, als er deutschen Interessen offensichtlich abträglich ist. Dabei kam es mir […] darauf an, den Eisenbahnverkehr nach dem Balkan und darüber hinaus nach dem weiteren Orient […] dem französischen Einfluss zu entreißen.“

Nach dem Einmarsch der deutschen Truppen in Belgien wurde die CIWL unter Zwangsverwaltung gestellt. Unter Beteiligung der Deutschen Bank, der Dresdner Bank und weiterer Banken aus Österreich-Ungarn wurde am 24. März 1916 entsprechend die Mitropa als Konkurrenzunternehmen zur CIWL gegründet. Die vor dem Krieg abgeschlossenen Verträge mit der CIWL liefen allerdings trotzdem noch einige Zeit weiter, so konnte die Mitropa den Betrieb der Schlaf- und Speisewagen auf den Strecken der österreichischen Staatsbahnen erst zum 1. Januar 1918 übernehmen.

## Einführung des Balkanzugs
Bereits vor Gründung der Mitropa planten die beteiligten Bahnen der Mittelmächte den Balkanzug als Ersatz des von der CIWL betriebenen Orient-Express, um die von Breitenbach beschriebene Zielsetzung in einem ersten Schritt umzusetzen. Eine direkte Verbindung nach Istanbul konnte allerdings erst eingerichtet werden, nachdem durch den im Oktober 1915 erfolgten Kriegseintritt Bulgariens und die nachfolgende, Anfang 1916 weitgehend abgeschlossene Eroberung Serbiens eine durchgehende und sichere Landverbindung zwischen dem Osmanischen Reich und seinen Verbündeten in Mitteleuropa hergestellt worden war.

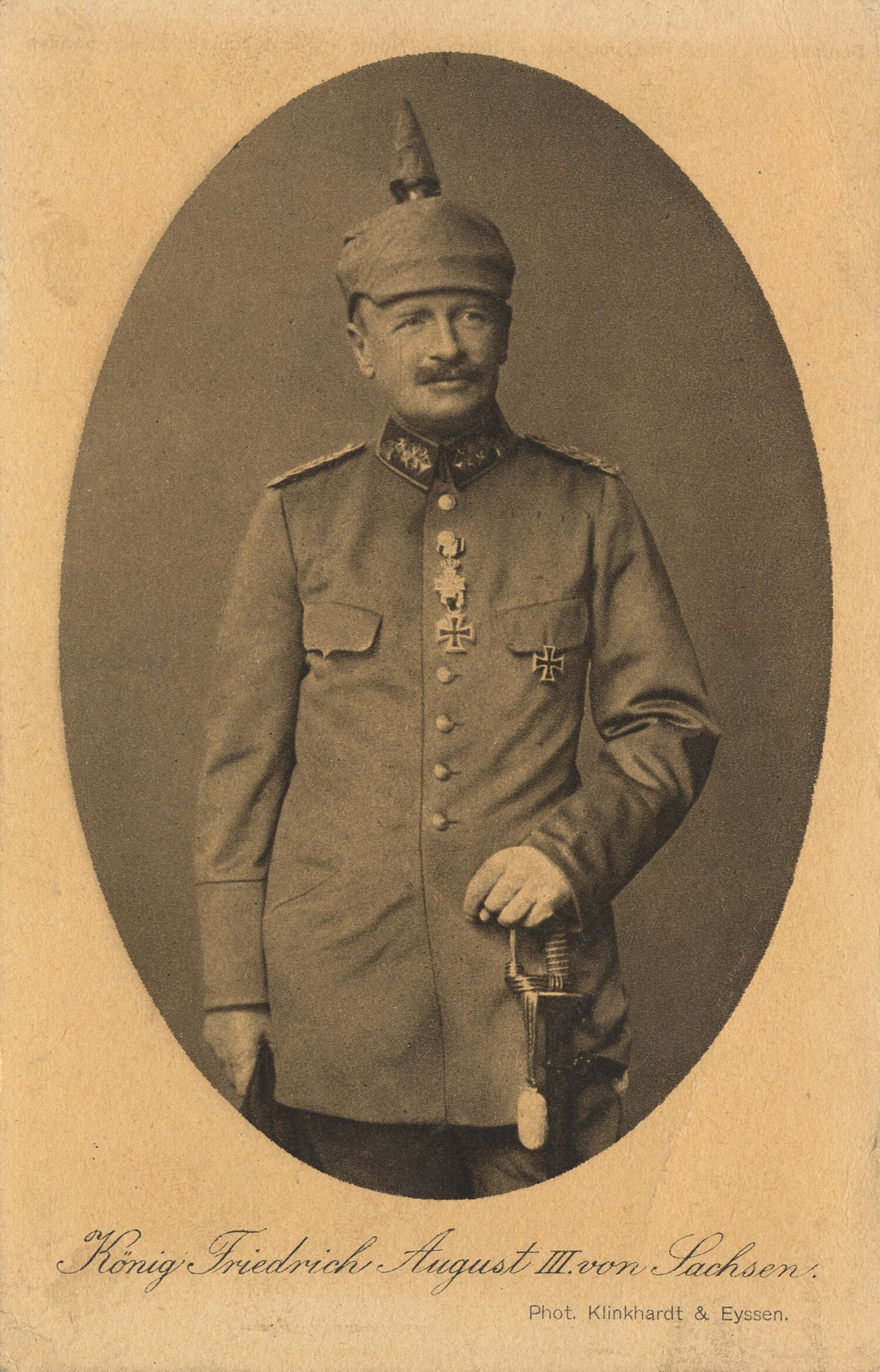
Der sächsische König Friedrich August III. war Teilnehmer der Eröffnungsfahrt des Balkanzugs

Insgesamt waren zwölf Bahnverwaltungen am Balkanzug beteiligt:
- Die Preußische Staatseisenbahnverwaltung, vertreten durch die KED Halle und Breslau
- die Königlich Sächsischen Staatseisenbahnen
- die Reichseisenbahnen in Elsaß-Lothringen
- die Großherzoglich Badischen Staatseisenbahnen
- die Königlich Württembergischen Staats-Eisenbahnen
- die Königlich Bayerischen Staatseisenbahnen
- die k.k. österreichischen Staatsbahnen
- die k. k. privilegierte Kaschau-Oderberger Bahn
- die Königlich Ungarische Staatsbahn (Magyar Királyi Államvasutak)
- die Militär-Eisenbahndirektion Nisch (für das unter Zwangsverwaltung stehende Netz der Serbischen Staatsbahn)
- die Bulgarische Staatsbahn
- die Chemins de fer Orientaux

Die Ungarische Staatsbahn übernahm die Funktion der geschäftsführenden Gesellschaft. Da die Ungarische Staatsbahn wie auch die k.k. österreichischen Staatsbahnen und die Chemins de fer Orientaux ungekündigte Verträge mit der CIWL besaßen, war die zwangsverwaltete CIWL ebenfalls zu berücksichtigen. Neben preußischen Schlafwagen musste der Zug daher auch Schlaf- und Speisewagen der CIWL führen. An den Waggons wurde der Zugname auf den Seitenwänden deutlich lesbar angebracht.
Die erste Fahrt des Balkanzugs fand am 15. Januar 1916 statt und wurde mit großem propagandistischen Aufwand, prominenten Teilnehmern und umfangreicher Berichterstattung in der Presse durchgeführt. Entlang der Strecken wurde der Zug durch Menschenmengen begeistert empfangen, Schulklassen wurden zur Begrüßung abgeordnet. Zu den Teilnehmern der ersten Fahrt gehörte unter anderem auch der sächsische König Friedrich August III., der allerdings nur bis Tetschen, dem Grenzbahnhof zwischen Sachsen und Österreich, mitfuhr.

## Der Balkanzug in der öffentlichen Wahrnehmung

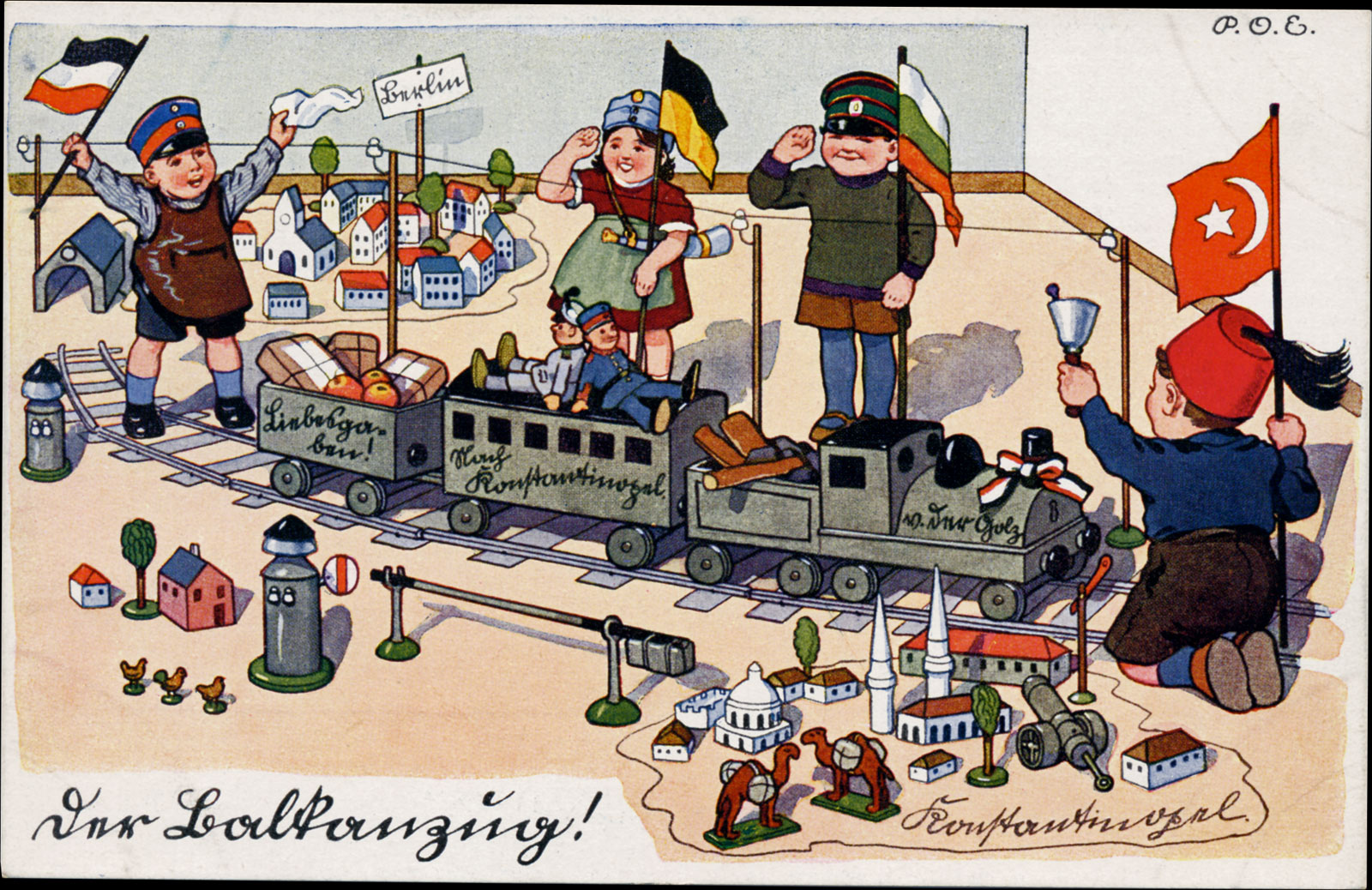
Zeitgenössische Propagandapostkarte zum Balkanzug

Der Balkanzug wurde rasch beliebt und auch von prominenten Fahrgästen genutzt. Dazu gehörten neben Militärs und Diplomaten der Mittelmächte unter anderem Karl Kraus (der darüber in der Fackel berichtete), Ludwig Ganghofer, Felix Salten sowie der bulgarische Zar Ferdinand I. und dessen Söhne. In der Folge wurde der Zug vielfach propagandistisch verwertet, etwa auf Grußpostkarten und Plakaten. Durch diese prominente Rolle wurde der Zug aber auch in der Kritik am Krieg genannt, etwa durch Kraus. Richard Hülsenbeck erwähnt ihn in seinem Dadaistischen Manifest von 1918, mit dem er den Dadaismus in Berlin mitbegründete.

Auch die alliierte Propaganda reagierte auf den Ersatz für den Orientexpress und versuchte zunächst, seine Existenz in Abrede zu stellen, beispielsweise in der französischen Zeitung Le Temps. Bald wurde er aber durchaus als Bedrohung und wesentlicher Teil der Kriegsführung der Mittelmächte wahrgenommen. Ein anonymer Autor bezeichnete ihn als 

„... the show train of the world. Never has there been a train with such grave responsibilities. It might well be called „the Publicity Train“.“

## Zuglauf
Angesichts der Kriegszeit wurde der Balkanzug nicht als Luxuszug, sondern als Durchgangszug eingestuft. Dennoch diente er vor allem als repräsentative Zugverbindung, mit der die vier Mittelmächte besser verbunden sein sollten. Ähnlich wie der Orient-Express, den er ersetzte, erhielt der Balkanzug neben seinem Hauptlauf Berlin–Istanbul verschiedene Kurswagengruppen. Insgesamt bestand er aus drei Zugzweigen:
- Der Hauptlauf des Balkanzugs ging von der Berliner Stadtbahn über Breslau, Oderberg, Sillein und Galanta nach Budapest. Von dort verkehrte er über Belgrad, Nisch und Sofia bis nach Istanbul, damals meist als Konstantinopel bezeichnet.
- Der zweite Zugteil begann ebenfalls in Berlin, jedoch nicht auf der Stadtbahn, sondern im Anhalter Bahnhof. Er führte über Dresden, Tetschen und Iglau nach Wien, wo der dritte, aus Straßburg kommende Zugteil beigestellt wurde. Über Preßburg (heute: Bratislava) führte der Zuglauf nach Budapest. In Galanta wurde er mit dem über Oderberg geführten Zugteil vereinigt.
- Als dritter Zugteil wurden in Wien Wagen aus Straßburg über Stuttgart und München beigestellt. Aufgrund schwacher Nachfrage wurde dieser Zugteil aber bereits im Juni 1917 auf den Laufweg ab München verkürzt. Ab Mai 1918 soll zudem ein Kurswagen von Würzburg nach Wien eingesetzt worden sein.[5]

Wie auch die meisten Luxuszüge der Vorkriegszeit fuhr der Balkanzug nicht täglich. Zunächst fuhr er zweimal pro Woche. In Richtung Istanbul verkehrte beispielsweise der Münchner Zugteil mittwochs und samstags, in der Gegenrichtung begann die Fahrt in Istanbul an Dienstagen und Samstagen. Die Fahrt bspw. von München bis Istanbul dauerte im ersten Fahrplan 67 Stunden und 20 Minuten, also knapp drei Tage. Ab Juni 1918 fuhr der Balkanzug allerdings nur noch einmal pro Woche.

## Zugbildung und Lokomotiven

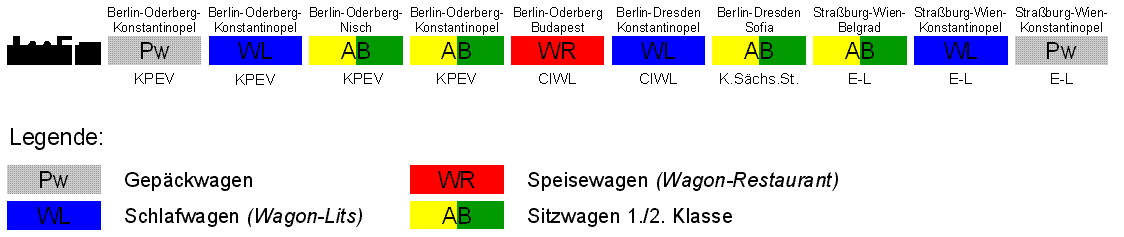
Zugbildung des Balkanzugs (Teilstrecke Galanta bis Budapest), Stand 1916/17

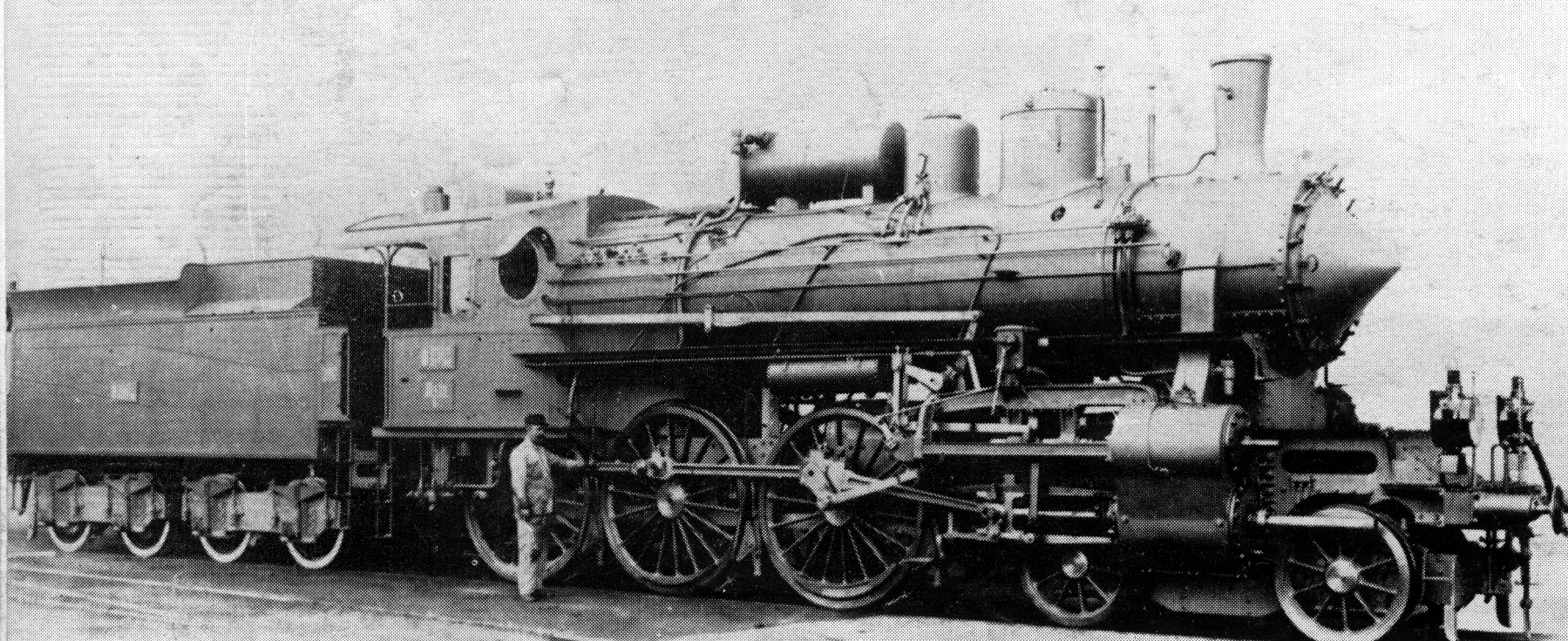
Beim Balkanzug eingesetzte MÁV-Baureihe 327

Neben Schlaf-, Speise- und Gepäckwagen erhielt der Balkanzug – anders als der Orient-Express – auch normale Sitzwagen der 1. und 2. Wagenklasse. Die Bewirtschaftung der Schlaf- und Speisewagen blieb allerdings aufgrund der nicht gekündigten Verträge in Ungarn und Bulgarien bei der zwangsverwalteten CIWL. Daneben liefen auch durch die Preußisch-Hessische Staatseisenbahnverwaltung (KPEV) gestellte und bewirtschaftete Schlafwagen. Erst ab 1917 übernahm die Mitropa schrittweise Betrieb und Bewirtschaftung, die letzten CIWL-Wagen gingen zum 1. Januar 1918 pachtweise an die Mitropa. Als Wagenmaterial wurden neben den normalen Sitzwagen, die von den beteiligten Bahngesellschaften gestellt wurden, Schlaf- und Speisewagen der KPEV, der Reichseisenbahnen in Elsaß-Lothringen sowie von der CIWL übernommene Wagen eingesetzt.
Alle beteiligten Bahnen setzten vor dem Balkanzug ihre modernsten Schnellzuglokomotiven ein. Unter anderem führten die Preußische S 10, die Bayerische S 3/6, die Sächsische XVIII H, die Reihen 110, 310 und 910 der k.k. österreichischen Staatsbahnen sowie die MÁV-Baureihe 327 den Balkanzug. Auf Teilabschnitten erreichte der Balkanzug zudem mit die höchsten Reisegeschwindigkeiten der damals verkehrenden Schnellzüge, wenn auch unter den erschwerten Bedingungen der damaligen Kriegszeit. Zwischen Berlin und Dresden betrug die Durchschnittsgeschwindigkeit im Fahrplan 1918 immerhin 72,5 km/h, die Fahrtzeit des Balkanzugs von 2 Stunden und 29 Minuten wurde auf dieser Strecke nach dem Zweiten Weltkrieg erst nach fast 20 Jahren wieder erreicht.

## Unfälle
Am 11. November 1916 fuhr der Zugteil von Berlin über Breslau in Richtung Istanbul kurz nach der Abfahrt bei Berlin-Rahnsdorf in eine Gruppe von Gleisarbeiterinnen. 19 Frauen starben bei dem Unglück.

## Das Ende des Balkanzugs
Im September 1918 brach der bulgarische Widerstand an der Salonikifront gegen die Alliierten zusammen, das Land schied mit dem Waffenstillstand von Thessaloniki am 29. September 1918 aus dem Krieg aus. Damit endete auch der Betrieb des Balkanzuges; die letzte Fahrt fand am 15. Oktober 1918 statt.
Die CIWL trat wieder in ihre Verträge aus der Vorkriegszeit ein und schloss weitere Verträge mit den neu entstandenen Staaten Südosteuropas ab. Der Balkanzug wurde ab 1919 durch den das Gebiet des Deutschen Reiches, Österreichs und Ungarns umgehenden „Simplon-Orient-Express“ als wichtigste Verbindung auf den Balkan abgelöst, der alte Zuglauf des Orient-Express über München und Wien wurde erst ab 1920 als „Orient-Express“ wieder bedient, allerdings in der Regel nur mehr dreimal pro Woche. Nach Berlin wurden von Istanbul durch die CIWL noch bis 1939 Schlafwagen als Kurswagen angeboten.